# Petition für das Frauenwahlrecht von 1893

Die erste Seite der Petition für das Frauenwahlrecht von 1893. Archivreferenz LE1 1893/7a.

Die  Petition für das Frauenwahlrecht von 1893 war die dritte von drei Petitionen an die neuseeländische Regierung zur Unterstützung des Frauenwahlrechts und führte zum Wahlgesetz von 1893, das Frauen das Wahlrecht bei den Parlamentswahlen von 1893 einräumte. Die Petition von 1893 war wesentlich größer als die Petition von 1891, die etwa 9.000 Unterschriften hatte, und noch größer als die Petition von 1892, die etwa 20.000 Unterschriften enthielt. Die dritte Petition war mit fast 32.000 Unterschriften die größte Petition, die dem Parlament zu diesem Zeitpunkt vorgelegt wurde. Die Petition wurde in verschiedenen Teilen des Landes von Frauen im Alter von 21 Jahren oder älter unterzeichnet, die ihre Namen und Adressen unterschrieben.
Die Petition wurde dem Parlament am 28. Juli 1893 vorgelegt. Die Hauptpetition besteht aus mehr als 500 einzelnen Blättern, die zu einer Rolle zusammengefügt wurden, die sich über mehr als 270 Meter erstreckte. Es gab weitere 12 kleinere Petitionen, die nicht überliefert worden sind.
Die Politiker John Hall, Alfred Saunders und Premierminister John Ballance waren alle für das Frauenwahlrecht, aber die Bemühungen wurden weitgehend von der neuseeländischen Zweigstelle der Women’s Christian Temperance Union New Zealand angeführt, die ab 1887 von Kate Sheppard geleitet wurde.

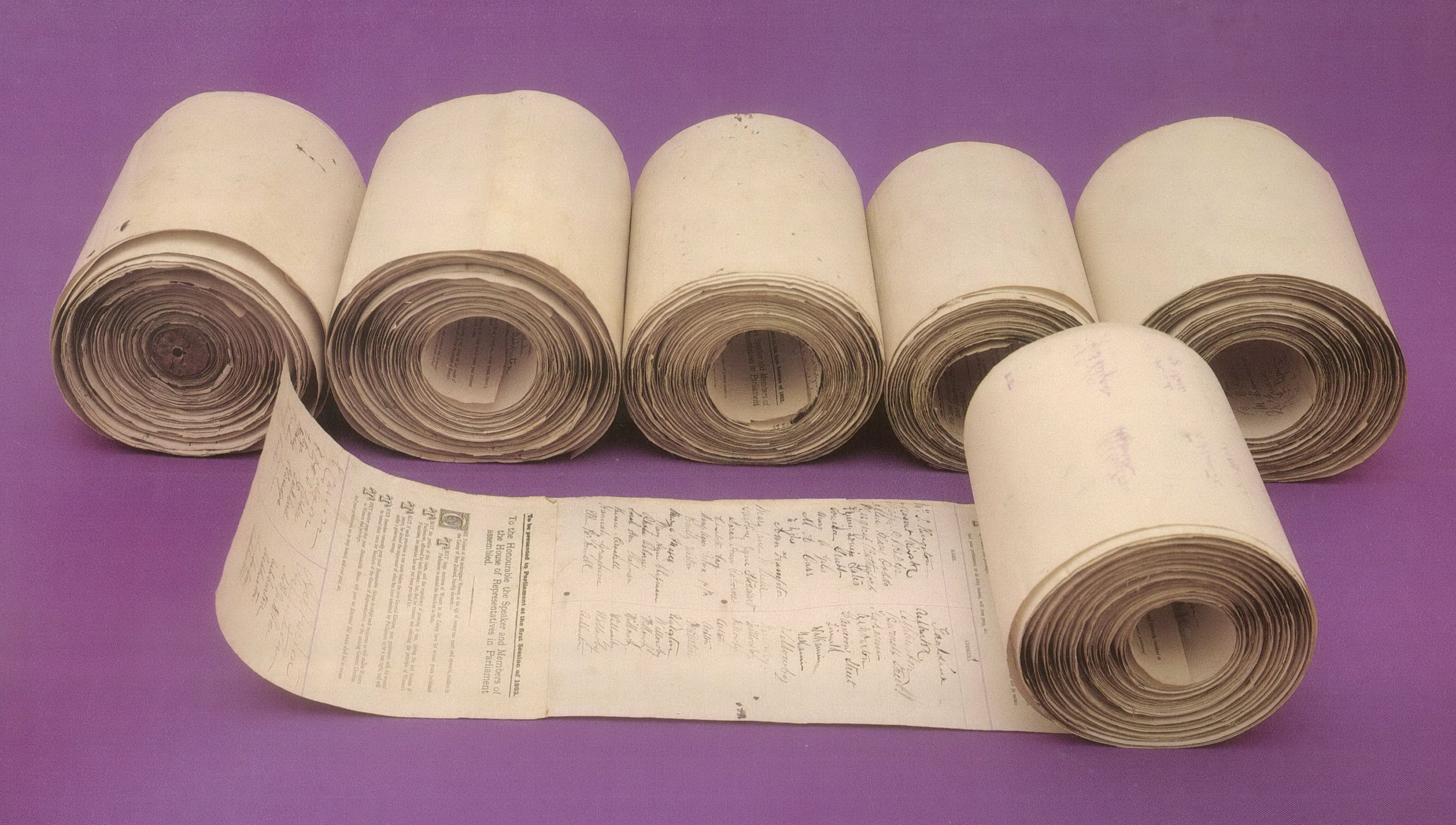
1893 Petition zum Frauenwahlrecht

Die Petition ist in der National Library of New Zealand in Wellington als Teil der He Tohu-Ausstellung ausgestellt. Es bleibt jedoch unter der Obhut des Chief Archivar and Archives New Zealand. Seit 1997 ist es auf der Liste des UNESCO-Weltdokumentenerbes.
Die Petition von 1891 ist nicht überliefert, aber die Petition von 1892 befindet sich im Archiv New Zealand.

## Weitere Lektüre
- Rosemarie Smith: The Ladies Are at It Again! Gore Debates the Women's Franchise Victoria University of Wellington, Wellington 1993, ISBN 978-0-475-11018-3
- Kirsten Thomlinson: We the undersigned : an analysis of signatories to the 1893 women's suffrage petition from southern Dunedin. Masterarbeit eingereicht an der Otago University, Dunedin 2001 (Digitalisat)